# Dusmatovita
La dusmatovita és un mineral de la classe dels silicats, que pertany al grup de l'osumilita. S'anomena així per Vyacheslav Djuraevitch Dusmatov, mineralogista i geòleg que va treballar a la localitat tipus (Mont Tien Shan, Tadjikistan). La dusmatovita és l'anàleg de zinc de la darapiosita i presenta, a més a més, una combinació única d'elements que no es troba en cap altra espècie mineral.

## Característiques
Segons la classificació de Nickel-Strunz, la dusmatovita pertany a «09.CM - Ciclosilicats, amb dobles enllaços de 6 [Si₆O18]12- (sechser-Doppelringe)» juntament amb els següents minerals: armenita, brannockita, chayesita, eifelita, merrihueïta, milarita, osumilita-(Mg), osumilita, poudretteïta, roedderita, sogdianita, sugilita, yagiïta, berezanskita, darapiosita, shibkovita, almarudita, trattnerita, oftedalita i faizievita.
La dusmatovita és un silicat de fórmula química K(Na,□)₂(Zn,Li)₃(Mn2+,Y,Zr)₂[Si₁₂O30]. Cristal·litza en el sistema hexagonal. La seva duresa a l'escala de Mohs és 4,5.
El mineral és l'anàleg de zinc de la darapiosita, de la qual es diferencia per la presència de zinc a les vacants T2 i que aquest element predomina per damunt el liti i el manganès.
El mineral apareix en forma de grans i agregats centimètrics.

## Formació i jaciments
El mineral va ser aprovat per la IMA l'any 1995. Va ser trobat en un bloc pegmatític en una morrena glacial. Només ha estat descrit a la seva localitat tipus: Glacera Dara-i-Pioz, Massís d'Alai, Mont Tien Shan (Tadjikistan).